# Северный (Великоустюгский район)
Северный — посёлок в Великоустюгском районе Вологодской области.
Входит в состав Заречного сельского поселения (до 1 января 2022 года в состав Сусоловского), с точки зрения административно-территориального деления — в Сусоловский сельсовет.
Расстояние по автодороге до районного центра Великого Устюга — 54 км, до центра бывшего Сусоловского сельского поселения муниципального образования Сусоловки — 6 км. До Сусоловки ходит маршрутное такси. Ближайший населённый пункт — Химзавод.
По переписи 2002 года население — 464 человека (218 мужчин, 246 женщин). Преобладающая национальность — русские (98 %).
Посёлок был построен в 1950-х годах на 8 км Сусоловской узкоколейной железной дороге. В 1980-х почти все рабочие-лесозаготовители леспромхоза жили в посёлке Северный.
В 2003 году руководство Сусоловского леспромхоза (ООО «Сусоловский лес») приняло решение о полном переходе на автомобильный вывоз леса. Узкоколейную железную дорогу было решено полностью разобрать.

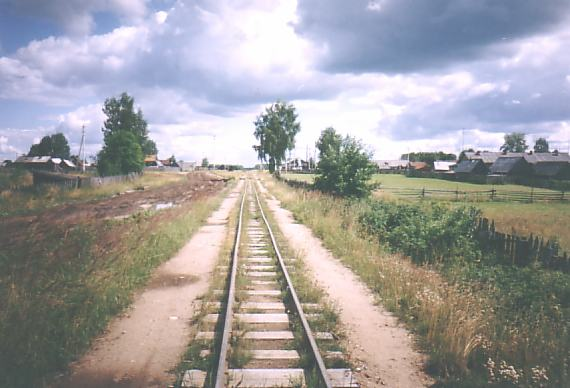
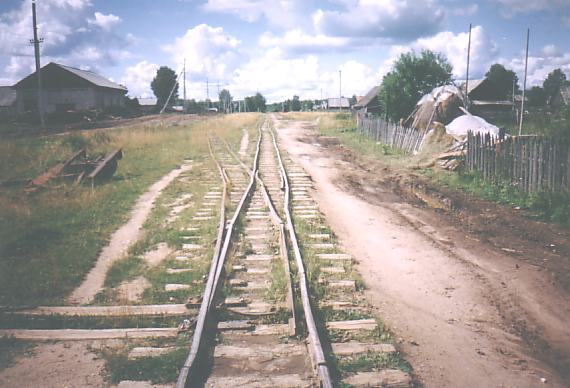